# Rungsted Kirke
Rungsted Kirke er en dansk folkekirke, der er beliggende i Rungsted, Rungsted Sogn i Helsingør Stift.
Kirken er tegnet af arkitekt Ludvig H. Knudsen i historicistisk stil. Mens tårn og skib bærer præg af gotiske træk, minder kirken indvendig om romansk stil. Den blev indviet i 1907 som filialkirke til Hørsholm Kirke.
Initiativet til kirken tog kommandørinde Julie Braëm, der boede på Rungstedhøj omkring 1900. Efter tre års indsamling var der indsamlet nok midler til at opføre kirken, som er bygget på en grund, der er stillet til rådighed af Ingeborg Dinesen, der ejede Rungstedlund.
Kirken består af et kor, skib, våbenhus samt et tårn. Indvendigt er inventaret malet blåt, og det bærer præg af en større fornyelse fra 1922, hvor næsten alt blev skiftet ud, herunder kirkebænkene. Altertavlen er også fra 1922 og rummer et stort maleri, som er en kopi af Antoon van Dycks ”Flugten fra Egypten”. Både altertavle og prædikestol har træk fra barokken. Døbefonten er fra 1907 og er udført i klæbersten. Den gennemgående restaurering i 1922 blev finansieret af Laura Hougård fra Rungstedgård og blev forestået af arkitekt Jens Ingwersen.
Rungsted Kirke har ingen kirkegård i nær tilknytning.